# Francesco Bassani
Francesco Bassani (Thiene, 29 ottobre 1853 – Capri, 26 aprile 1916) è stato un geologo, paleontologo, ittiologo, sismologo e vulcanologo italiano.
Prima a Milano, collaboratore di Antonio Stoppani al Museo di storia naturale, poi a Napoli, docente di geologia, si è interessato, in modo particolare, allo studio delle principali ittiofaune cretaciche dell'Europa e dell'Asia Minore.

## Biografia

### Formazione e carriera
Dopo i primi studi compiuti a Vicenza, nel 1875 si è laureato all'Università degli Studi di Padova, dove è stato allievo e assistente di Giovanni Omboni nel corso di mineralogia e geologia. Nel triennio 1877-1879 si è perfezionato all'estero, e in particolare a Parigi con Albert Gaudry, a Vienna con Melchior Neumayr e Eduard Suess e, infine, a Monaco di Baviera con Karl Alfred von Zittel.
Nel 1880, una volta rientrato in Italia, ha vinto il concorso per l'insegnamento secondario, ottenendo la cattedra di professore di storia naturale nell'istituto tecnico di Padova e l'abilitazione alla libera docenza di geologia presso l'ateneo della stessa città. Nel 1883 si è trasferito al liceo Beccaria di Milano e ha collaborato con l'abate Stoppani nel museo civico ambrosiano. Nel 1887 ha vinto il concorso per la cattedra di Geologia dell'Università degli Studi di Napoli Federico II, dove sarebbe rimasto per tutta la vita, insegnando anche paleontologia e dedicandosi all'incremento del Museo annesso alla cattedra.
Insignito dell'onorificenza di commendatore dell'Ordine della Corona d'Italia (1914), Bassani è stato socio di numerose accademie ed istituzioni scientifiche, sia italiane che straniere, fra le quali l'Accademia dei Lincei, l'Accademia Nazionale delle Scienze,  l'Accademia delle Scienze di Torino, l'Accademia Pontaniana, l'Accademia di Scienze, Lettere e Arti di Padova, l'Accademia Gioenia di Catania, l'Accademia degli Zelanti di Acireale, nonché dell'Istituto geologico di Vienna. È stato presidente dell'Accademia delle Scienze di Napoli, della Società dei Naturalisti in Napoli e, nel 1898, della Società Geologica Italiana, alla cui fondazione ha contribuito nel 1881, a Bologna, durante lo svolgimento del secondo Congresso internazionale di geologia. In suo onore è stato dato il nome di "bassanite" a un minerale rinvenuto, nel 1906, all'interno di una tefrite leucitica del Vesuvio.
Uno dei suoi allievi e colleghi, Giovanni Battista Alfano, che ne scrisse una Commemorazione, lo ha ricordato nei termini seguenti:
«Il Prof. Francesco Bassani era uno di quegli uomini che destano venerazione e stima al solo accostarli. Egli esercitava negli alunni un fascino speciale, per cui gli si rimaneva legati da vincolo indissolubile di profondo rispetto e di alta considerazione. Il suo aspetto era di quelli che sembrano fatti appositamente per accompagnare gli uomini di scienza. Il prof. Bassani era un bel uomo; la fronte alta; lo sguardo espressivo, indagatore, a volte fiero, spesso scintillante, soggiogava. Una bella barba gli adornava il volto, e rendeva la sua figura ancor più seria e veneranda; la persona alta, che egli manteneva eretta durante la lezione, e portava un po' curva quando camminava da solo, il vestire semplice, ma eletto; la pronunzia chiara, scandente, qualche motto arguto, tutto concorreva a rendere di lui una figura cara, paterna, indimenticabile. Francesco Bassani fu un dotto geologo, e paleontologo, e fu un profondo ittiologo»

### Attività scientifica
Dalla sua vasta produzione a stampa, si desume come Bassani si sia occupato più volte, sistematicamente, di geologia e, soprattutto, di paleontologia. Egli ha pubblicato, infatti, numerose memorie di stratigrafia e di eruzioni e fenomeni vulcanici, in particolare sulle aree di Pozzuoli e di Pompei, così come sui calcari cretacici di Pignataro Maggiore, di Pietraroja e della penisola sorrentina. Ha illustrato i molluschi della dolomia di Mercato San Severino e ha descritto una zanna di Elephas meridionalis. Nel 1910, peraltro, ha condotto una serie di importanti scavi nell'Isola di Capri, con lo scopo di verificare la corrispondenza, in termini di età geologica, tra i resti di mammiferi e i manufatti di selce e quarzite colà rinvenuti.
Tuttavia, la sua principale attività di ricerca scientifica è stata rivolta allo studio dei pesci fossili. In tal senso ha studiato la fauna ittiologica sparsamente ritrovata in Italia, a partire dal triassico e contribuendo a specifici approfondimenti del giurassico superiore, veronese e trentino. Con i suoi scritti, originati dall'esame critico di numeroso materiale, proveniente tanto dalla Sicilia, quanto dall'Istria e dalla Dalmazia, ha consentito ulteriori sviluppi negli storia degli studi relativi alla fauna cretacica. Riguardo, poi, all'eocene, ha scritto svariate note sui pesci del Veneto, con particolare riferimento ai fisostomi. Si è interessato anche dei pesci fossili di Chiavon, di quelli del periodo pliocene della Basilicata e della Toscana, nonché degli ittioliti del miocene sardo.
Bassani ha recitato e scritto, infine, numerose commemorazioni e note biografiche di diversi scienziati, geologi e naturalisti, fra le quali si ricordano quelle dedicate a Giuseppe Meneghini, Achille de Zigno, Gaetano Giorgio Gemmellaro, Jean Albert Gaudry e, non ultimo, Giuseppe Mercalli, al quale Bassani aveva sovente messo a disposizione il proprio Gabinetto di geologia, anche per tenervi alcune conferenze di vulcanologia.

## Pubblicazioni

### Geologia
- Il calcare a nerinee di Pignataro Maggiore, in provincia di Caserta, Tip. R. Accademia delle Scienze fisiche e matematiche (d'ora in poi: Acc. Sc. fis. e mat.), Napoli 1890.
- Marmi e calcare litografico di Pietraroia in provincia di Benevento, Soc. Cooperativa Tipografica, Napoli 1892.
- Per la geologia della penisola di Sorrento (in collaborazione con O. De Lorenzo), Tip. Salviucci, Roma 1893.
- Il monte Consolino di stilo in Calabria (in collaborazione con O. De Lorenzo), Tip. Acc. Sc. fis. e mat., Napoli 1893.
- Da Napoli a Cuma,  s.e, Napoli 1894.
- La sorgente minerale di Valle di Pompei. Relazione geologica (in collaborazione con A. Galdieri), Tip. R. Acc. Sc. fis. e mat., Napoli 1908.
- Scavo geologico eseguito a Capri (in collaborazione con A. Galdieri), Tip. G. Bertero e C., Roma 1911.

### Vulcanologia e Sismologia
- Di una piccola bocca apertasi nel fondo della Solfatara, Tip. R. Acc. Sc. fis. e mat., Napoli 1898.
- Relazione della Commissione incaricata di proporre il rimedio più opportuno per eliminare i danni derivanti all'Osservatorio vesuviano dalla ferrovia elettrica (F. Bassani, relatore), Tip. R. Università, Napoli 1905.
- Notizie sull'attuale eruzione del Vesuvio. Aprile 1906 (in collaborazione con A. Galdieri), Tip. R. Acc. Sc. fis. e mat., Napoli 1906.
- Sulla caduta dei projetti vesuviani in Ottaiano durante l'eruzione dell aprile 1906 (in collaborazione con A. Galdieri), Tip. R. Acc. Sc. fis. e mat., Napoli 1906.
- Di una nuova piccola bocca nel fondo della Solfatara di Pozzuoli, con alcune considerazioni sulla opportunità di uno studio sistematico di questo cratere e dei lenti movimenti del suolo presso il Serapeo, Tip. R. Acc. Sc. fis. e mat., Napoli 1907.
- Relazione sulla opportunità di uno studio sistematico della Solfatara e dei lenti movimenti del suolo presso il Serapeo di Pozzuoli, e sui mezzi più opportuni per attuarlo (in collaborazione con C. Chistoni), Tip. R. Acc. Sc. fis. e mat., Napoli 1907.
- Sui vetri forati di Ottaiano nella eruzione vesuviana dell'Aprile 1906 (in collaborazione con A. Galdieri), Tip. R. Acc. Sc. fis. e mat., Napoli 1907.
- Delle conseguenze arrecate alle campagne ed alle culture agrarie dalla eruzione vesuviana dell'Aprile 1906, Coop. Tipografica, Napoli 1909.
- Contributo alla ricerca delle norme edilizie per le regioni sismiche, Coop. Tipografica, Napoli 1909.
- Sopra una nuova fumarola nel fondo della Solfatara di Pozzuoli, Tip. R. Acc. Sc. e mat., Napoli 1913.

### Paleontologia
- Note paleontologiche, Tip. Prosperini, Padova 1880.
- Nuove note paleontologiche, Tip. Prosperini, Padova 1881.
- Sopra una zanna di Elephas meridionalis scoperta nelle sabbie gialle di Salsomaggiore, Tip. Salviucci, Roma 1884.
- Colonna vertebrale di Oxyrhina Mantelli scoperta nel calcare senoniano di Castellavazzo nel Bellunese, Tip. R. Acc. Sc. fis. e mat., Napoli 1888.
- Sopra una nuova specie di «Ephippus» scoperta nell'eocene medio di Val Sordina presso Lonigo nel Veronese, Tip. Salviucci, Roma 1888.
- Contributo alla Paleontologia della Sardegna. Ittioliti miocenici, Tip. R. Acc. Sc. fis. e mat., Napoli 1891.
- Avanzi di vertebrati inferiori nel calcare marnoso triasico di Dogna in Friuli, Tip. Salviucci, Roma 1892.
- Sui fossili e sull'età degli schisti bituminosi di Monte Pettine presso Giffoni Valle Piana in provincia di Salerno, Tip. R. Acc. Sc. fis. e mat., Napoli 1892.
- Fossili nella dolomia triasica dei dintorni di Mercato S. Severino in provincia di Salerno, Tip. R. Acc. Sc. fis. e mat., Napoli 1893.
- Su la Hirudella laticauda O. G. Costa degli schisti bituminosi triasici di Giffoni, nel Salernitano, Tip. R. Acc. Sc. fis. e mat., Napoli 1899.
- Avanzi di «Clupea (Meletta) crenata» nelle marne di Ales in Sardegna, Tip. R. Acc. Sc. fis. e mat., Napoli 1900.
- Di un congegno per facilitare l'isolamento dei fossili, Soc. Coop. Tipografica, Napoli 1900.
- Il Notidanus griseus Cuvier del pliocene della Basilicata e di altre regioni italiane e straniere, Tip. R. Acc. Sc. fis. e mat., Napoli 1901 (abstract on line su Archive.org)
- Nuove osservazioni paleontologiche sul bacino stampiano di Ales in Sardegna, Tip. R. Acc. Sc. fis. e mat., 1901.
- Avanzi di Cyrtodelphis sulcatus Gerv. sp. nel calcare miocenico di Lecce. Comunicazione preventiva, Tip. F. Cuggiani, Roma 1905.
- Sui fossili e sull'età del deposito di Castro dei Volsci in provincia di Roma (Miocene superiore), Tip. G. Bertero e C., Roma 1910.
- Sopra un Bericide del calcare miocenico di Lecce, di Rosignano Piemonte e di Malta (Myripristis melitensis A. S. Woodward sp.), Tip. R. Acc. Sc. fis. e mat., Napoli 1911.
- Sopra un delfinorinco del calcare miocenico di Lecce Ziphiodelphis Abeli Dal Piaz (in collaborazione con A. Misuri), Tip. Salviucci, Roma 1912.

### Ittiologia
- Annotazioni sui pesci fossili del calcare eoceno di M. Bolca, Tip. Prosperini, Padova 1876.
- Pesci fossili nuovi del calcare eoceno di M. Bolca, Tip. Prosperini, Padova 1876.
- Nuovi squalidi fossili, Tip. Nistri e C., Pisa 1877.
- Ittiodontoliti del Veneto, Tip. Prosperini, Padova 1877.
- Note sur les poissons fossiles du Laboratoire de Paleontologie da Musée d'Histoire naturelle de Paris, Masson, Meulan 1878.
- Ricerche sui pesci fossili del miocene medio di Galiard in Francia, Tip. Prosperini, Padova 1879.
- Vorlàufige Mittheilungcn iìber die Fischfauna der Insel Lesina, I.C. Fischer e C, Vienna 1879.
- Ueber einige fossile Fische von Corrieri, I.C. Fischer e C, Vienna 1879.
- Contribuzione alla fauna ittiologica del Carso presso Corrieri in Istria, Tip. Prosperini, Padova 1880.
- Su due giacimenti ittìolitici nei dintorni di Crespano, Tip. Prosperini, Padova 1880.
- Appunti su alcuni pesci fossili di Austria e di Viìrtemberg, Tip. Prosperini, Padova 1880.
- Osservazioni sulla lista di pesci fossili del calcare di Montegazzo data dall'abate Ferretti, Tip. Prosperini, Padova 1881.
- Descrizione dei pesci fossili di Lesino, accompagnata da appunti su alcune altre ittiofaune cretacee (Pietraroia, Voirons, Corrieri, Grodischtz, Crespano, Tolfa, Hakel, Sahel-Alma e Vestfalia), I.C. Fischer e C., Vienna 1882.
- I pesci attraverso le ere geologiche, Tip. Prosperini, Padova 1883.
- Intorno ad un nuovo giacimento ittiolitico nel monte Moscai, Tip. Prosperini, Padova 1883.
- Ueber zwei Fische aus der Kreide bei Monte S. Agata ini Qòrzischen, I.C. Fischer e C., Vienna 1884.
- Sull'età degli strati a pesci di Castel Lavazzo nel Bellunese, Tip. Salviucci, Roma 1885.
- Sulla probabile esistenza del gen. Carcharodon nel mare titanico, Tip. Bernardoni, Milano 1885.
- Risultati ottenuti dallo studio delle principali ittiofaune cretacee, Tip. Bernardoni, Milano 1885.
- Avanzi di pesci oolitici nel Veronese, Tip. Bernardoni, Milano 1885.
- Sui fossili e sull'età degli scisti bituminosi triasici di Besano in Lombardia, Tip. Bernardoni, Milano 1886.
- Su alcuni pesci fossili del deposito di Pianico in Lombardia, Tip. Bernardoni, Milano 1886.
- Sopra un nuovo genere di Fisostomi scoperto nell'eocene medio del Friuli, Tip. R. Acc. Sc. fis. e mat., Napoli 1888.
- Sommario delle ricerche sui pesci fossili di Chiovoli, Tip. R. Acc. Sc. fis. e mat., Napoli 1888.
- Notes of some researches of the fossil fishes of Chiavon, Spottiswoode and C., London 1888.
- Ricerche sui pesci fossili di Chiavon (strati di Sotzka, Miocene inferiore), Tip. R. Acc. Sc. fis. e mat., Napoli 1889.
- Sulla ittiofauna del calcare schisto-bituminoso di Monte Pettine presso Giffoni Vallepiana, in provincia di Salerno, Tip. Salviucci, Roma 1891.
- Gl'ittioliti delle marne di Salcedo e di Novale nel Vicentino, Tip. Antonelli, Venezia 1892.
- Avanzi di Carcharodon auriculatus scoperti nel calcare eocenico di Valle Gallina presso Avesa (prov. di Verona), Tip. G. Franceschini, Verona 1895.
- Appunti d'ittiologia fossile italiana, Tip. R. Acc. Sc. fis. e mat., Napoli 1894.
- La ittiofauna della Dolomia principale di Giffoni (prov. di Salerno), Tip. Nistri e C., Pisa 1895.
- Rivista critica di opere di ittiologia fossile, Tip. Gamberini e Parmeggiani, Bologna 1890.
- Aggiunte all'ittiofauna eocenica dei Monti Bolca e Postale, Tip. Nistri e C., Pisa 1897.
- La ittiofauna del calcare eocenico di Gassino in Piemonte, Tip. R. Acc. Sc. fis. e mat., Napoli 1899.
- Su alcuni avanzi di pesci nelle marne stampiane del bacino di Ales in Sardegna, Tip. R. Acc. Sc. fis. e mat., Napoli 1900.
- Rivista critica di lavori di ittiologia fossile, Tip. Gamberini e Parneggiani, Bologna 1900.
- Su alcuni avanzi di pesci fossili nel pliocene toscano, Tip. Fiorentina, Firenze 1901 (abstract su Archive.org)
- Rivista critica di lavori di ittiologia fossile, Tip. Gamberini e Parmeggiani, Bologna 1901.
- Sui pesci fossili della pietra leccese. Lettera al prof. Cosimo De Giorgi in Lecce, Tip. Ed. Salentina, Napoli 1903.
- Rivista critica di lavori di ittiologia fossile, Tip. Gamberini e Parmeggiani, Bologna 1903.
- Rivista critica di lavori di ittiologia fossile, Tip. G. Guerra, Perugia 1904.
- La ittiofauna delle argille marnose pleistoceniche di Taranto e di Nardo, Tip. R. Acc. Sc. fis. e mat., Napoli 1905.
- Sur quelques restes de poissons fossiles recueillis dans les argiles écailleuses ophitifères de l'Apennin septentrional (in F. Sacco, Les formations ophitifères da Cretace), Academie Royale de Belgique, Bruxelles 1905.
- Su alcuni avanzi di pesci nell'arenaria glauconiosa delle isole Tremiti, Tip. R. Acc. Sc. fis. e mat., Napoli 1907.
- La ittiofauna del calcare cretacico di Capo d'Orlando presso Castellammare (Napoli) (in collaborazione con G. D'Erasmo), Tip. Salviucci, Roma 1912.
- Sopra un «Pholidophorus» del Trias superiore del Tinetto nel golfo della Spezia, Tip. Salviucci, 1914.
- Sopra un pesce fossile degli scisti calcareo-marnosi triassici dei Galletto presso Laveno sul Lago Maggiore Peltopleurus humilis Kner, Tip. L. Cecchini, Roma 1914.
- La ittiofauna della pietra leccese (Terra d'Otranto), Tip. R. Acc. Sc. fis. e mat., Napoli 1915.

### Opere diverse
- Traduzione (con G. Canestrini) di Charles Darwin, L'espressione dei sentimenti nell'uomo e negli animali, UTET, Torino 1878.
- Cenni sull'organizzazione dell'I. R. Istituto geologico di Vienna, Tip. Prosperini, Padova 1879.
- Elementi di Zoologia descrittiva ad uso delle scuole secondarie, Vallardi, Milano 1885 (II ed. 1889).
- Parole pronunziate a Lagonegro inaugurando il 17º Congresso della Società Geologica Italiana, Tip. Salviucci, Roma 1898.
- Relazione sul concorso bandito dalla R. Accademia delle Scienze fisiche e matematiche di Napoli per le Scienze naturali (1897), Tip. R. Acc. Sc. fis. e mat., Napoli 1898.
- Indice generale dei lavori pubblicati dal 1737 al 1903 dalla R. Accademia delle Scienze fisiche e matematiche di Napoli, Tip. R. Acc. Sc. fis. e mat., Napoli 1904.
- Relazione sul concorso al premio Reale per la Mineralogia e Geologia scaduto il 31 dicembre 1904, Tip. Salviucci, Roma 1906
- Relazione sul concorso al premio Tenore bandito nel 1906 dall'Accademia Pontaniana di Napoli sul tema: «Contributo alla conoscenza del terreno triassico nel Salernitano», Tip. Giannini, Napoli 1908.

A questi lavori, e oltre alle numerose Commemorazioni svolte, bisogna aggiungere la stesura dei verbali e dei rapporti che Bassani fece, in qualità di segretario, delle adunanze della Società Geologica Italiana per il 1884 e dei lavori dell'Accademia delle Scienze fisiche e matematiche di Napoli per gli anni 1885-1897 e 1902-1904.